# Czerwona Semeniwka
Czerwona Semeniwka (ukr. Червона Семенівка) – wieś na Ukrainie, w obwodzie chmielnickim, w rejonie chmielnickim, w hromadzie Starokonstantynów. W 2001 liczyła 57 mieszkańców, spośród których 56 wskazało jako ojczysty język ukraiński, a 1 inny.